# FIFA Pilota d'Or 2013
El FIFA Pilota d'Or 2013 és un premi futbolístic concedit, de manera conjunta, per la Federació Internacional de Futbol Associació (FIFA) i la revista France Football.
Els premis es van donar a conèixer el 13 de gener de 2013 a la ciutat de Zúric (Suïssa), en una cerimònia hostatjada per la presentadora de televisió brasilera Fernanda Lima i l'exfutbolista neerlandés Ruud Gullit.

## Categoria masculina

### Jugadors

#### Llista inicial
Llista inicial amb 23 jugadors. En ordre alfabètic.
| Jugador                | Nacionalitat  | Club                                 | País |
| ---------------------- | ------------- | ------------------------------------ | ---- |
| Gareth Bale            | Gal·les       | Tottenham Hotspur FC Reial Madrid CF |      |
| Edinson Cavani         | Uruguai       | Nàpols Paris SG                      |      |
| Radamel Falcao         | Colòmbia      | Atlètic de Madrid Monaco             |      |
| Eden Hazard            | Bèlgica       | Chelsea FC                           |      |
| Zlatan Ibrahimovic     | Suècia        | Paris SG                             |      |
| Andrés Iniesta         | Espanya       | FC Barcelona                         |      |
| Philipp Lahm           | Alemanya      | Bayern de Múnic                      |      |
| Robert Lewandowski     | Polònia       | Borussia Dortmund                    |      |
| Lionel Messi           | Argentina     | FC Barcelona                         |      |
| Thomas Müller          | Alemanya      | Bayern de Múnic                      |      |
| Manuel Neuer           | Alemanya      | Bayern de Múnic                      |      |
| Neymar                 | Brasil        | Santos FC Barcelona                  |      |
| Mesut Özil             | Alemanya      | Arsenal FC                           |      |
| Andrea Pirlo           | Itàlia        | Juventus FC                          |      |
| Franck Ribéry          | França        | Bayern de Múnic                      |      |
| Arjen Robben           | Països Baixos | Bayern de Múnic                      |      |
| Cristiano Ronaldo      | Portugal      | Reial Madrid CF                      |      |
| Bastian Schweinsteiger | Alemanya      | Bayern de Múnic                      |      |
| Luis Suárez            | Uruguai       | Liverpool FC                         |      |
| Thiago Silva           | Brasil        | Paris SG                             |      |
| Yaya Touré             | Costa d'Ivori | Manchester City                      |      |
| Robin van Persie       | Països Baixos | Manchester United FC                 |      |
| Xavi                   | Catalunya     | FC Barcelona                         |      |

#### Finalistes
| Posició | Jugador           | Nacionalitat | Club            | Vots   |
| ------- | ----------------- | ------------ | --------------- | ------ |
| 1       | Cristiano Ronaldo | Portugal     | Reial Madrid CF | 27,99% |
| 2       | Lionel Messi      | Argentina    | FC Barcelona    | 24,72% |
| 3       | Franck Ribéry     | França       | Bayern de Múnic | 23,36% |

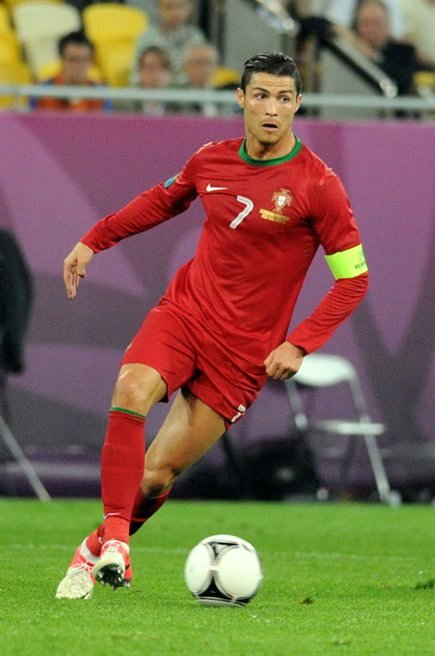
Cristiano Ronaldo
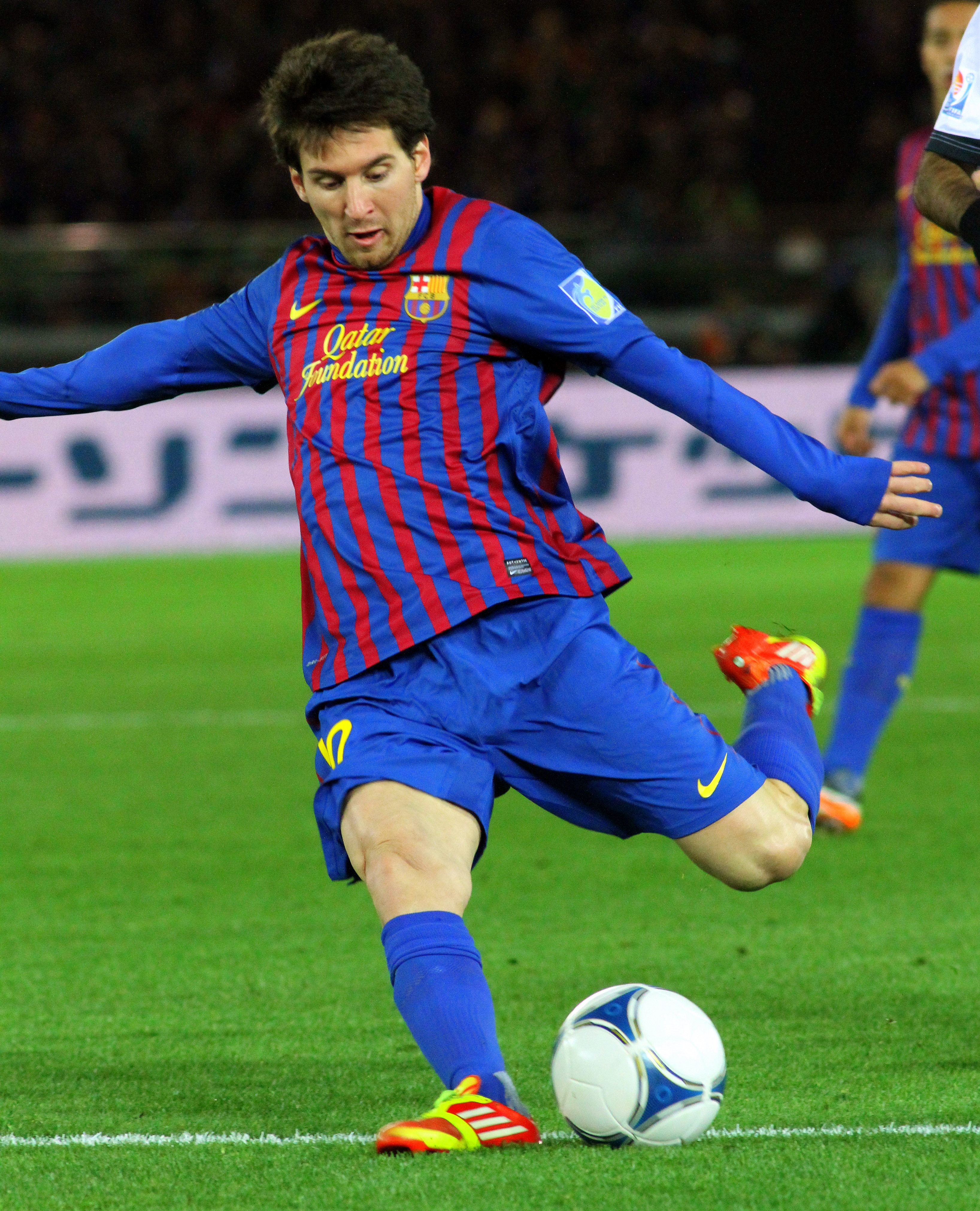
Lionel Messi
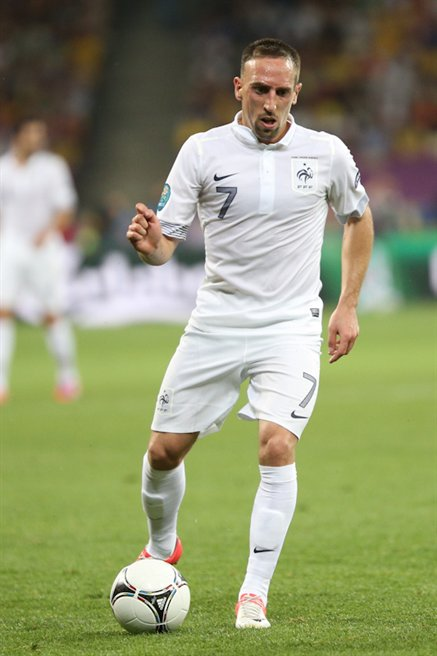
Franck Ribéry

### Entrenadors
Aquest guardó serà decidit pels mateixos electors i sistema que el guardó al millor jugador. Es va presentar el 29 d'octubre de 2013.
| Jugador             | Nacionalitat | Club                         | País |
| ------------------- | ------------ | ---------------------------- | ---- |
| Carlo Ancelotti     |              | Paris SG Reial Madrid CF     |      |
| Rafael Benítez      |              | Chelsea FC Napoli            |      |
| Antonio Conte       |              | Juventus FC                  |      |
| Vicente del Bosque  |              | Selecció de futbol d'Espanya |      |
| Alex Ferguson       |              | Manchester United FC         |      |
| Jupp Heynckes       |              | Bayern de Múnic              |      |
| Jürgen Klopp        |              | Borussia Dortmund            |      |
| José Mourinho       |              | Reial Madrid CF Chelsea FC   |      |
| Luiz Felipe Scolari |              | Selecció de futbol de Brasil |      |
| Arsène Wenger       |              | Arsenal FC                   |      |

## Categoria femenina

### Jugadora de l'Any de la FIFA
El 29 d'octubre del 2013, es va fer pública la llista de 10 jugadores que opten al guardó de Jugadora de l'Any de la FIFA, escollides per experts del Comitè pel Futbol Femení de la FIFA, la Copa Mundial Femenina de la FIFA i un grup d'experts de France Football.
| Judadora           | Nationalitat | Club                    |
| ------------------ | ------------ | ----------------------- |
| Nadine Angerer     |              | Frankfurt Brisbane Roar |
| Nilla Fischer      |              | Linköpings Wolfsburg    |
| Lena Goeßling      |              | Wolfsburg               |
| Saki Kumagai       |              | Frankfurt Lyon          |
| Marta              |              | Tyresö                  |
| Alex Morgan        |              | Portland Thorns         |
| Yūki Ōgimi         |              | Turbine Potsdam Chelsea |
| Lotta Schelin      | }            | Lyon                    |
| Christine Sinclair |              | Portland Thorns         |
| Abby Wambach       |              | Western New York Flash  |